# دوري إسثميان
دوري إسثميان (بالإنجليزية: Isthmian League)‏ هو دوري كرة قدم رجال إقليمي يغطي لندن الكبرى وشرق وجنوب شرق إنجلترا، ويضم في معظمه أندية شبه محترفة. تأسس في عام 1905 من قبل نوادي الهواة في منطقة لندن.

## الأعضاء الحاليون

### الدرجة الممتازة
- أفيلي
- بيليريكاي تاون
- بيشوب ستورتفورد
- بوغنور ريجيس تاون
- باورز آند بيتسي
- برايتلينجسي ريجنت
- كانفي آيلاند
- كارشالتون أثلتيك
- كورنثيان كاشولز
- كراي واندررز
- إنفيلد تاون
- فولكستون إنفيكتا
- هارينجي بورو
- هاستينغز يونايتد
- هيرن باي
- هورنتشورتش
- هورشام
- كينغستونيان
- ليويس
- مارغيت
- بوترز بار تاون
- وينجيت آند فينشلي

### القسم الشمالي
- سودبوري
- باسيلدون يونايتد
- برينتوود تاون
- بري تاون
- كوجيشال تاون
- إيست ثوروك يونايتد
- Felixstowe & Walton United  [لغات أخرى]‏
- نادي غورلستون  [لغات أخرى]‏
- غرايز أتلاتيك  [لغات أخرى]‏
- Great Wakering Rovers  [لغات أخرى]‏
- هاشتاغ يونايتد
- هيبريدج سويفتس
- Hullbridge Sports  [لغات أخرى]‏
- لوستوفت تاون  [لغات أخرى]‏
- Maldon & Tiptree  [لغات أخرى]‏
- New Salamis  [لغات أخرى]‏
- Stowmarket Town  [لغات أخرى]‏
- Tilbury
- Witham Town  [لغات أخرى]‏
- Wroxham

## الأبطال
| Season                     | Isthmian League                       |
| -------------------------- | ------------------------------------- |
| الرابطة البرلمانية 1905–06 | London Caledonians ‏                   |
| الرابطة البرلمانية 1906–07 | Ilford                                |
| الرابطة البرلمانية 1907–08 | London Caledonians ‏                   |
| الرابطة البرلمانية 1908–09 | نادي بروملي                           |
| الرابطة البرلمانية 1909–10 | نادي بروملي                           |
| الرابطة البرلمانية 1910–11 | Clapton                               |
| الرابطة البرلمانية 1911–12 | London Caledonians ‏                   |
| الرابطة البرلمانية 1912–13 | London Caledonians ‏                   |
| الرابطة البرلمانية 1913–14 | London Caledonians ‏                   |
| 1914–19                    | Not held due to الحرب العالمية الأولى |
| 1919                       | Leytonstone                           |
| الرابطة البرلمانية 1919–20 | دولويتش هاملت                         |
| الرابطة البرلمانية 1920–21 | Ilford                                |
| الرابطة البرلمانية 1921–22 | Ilford                                |
| الرابطة البرلمانية 1922–23 | Clapton                               |
| الرابطة البرلمانية 1923–24 | St Albans City                        |
| الرابطة البرلمانية 1924–25 | London Caledonians ‏                   |
| الرابطة البرلمانية 1925–26 | دولويتش هاملت                         |
| الرابطة البرلمانية 1926–27 | St Albans City                        |
| الرابطة البرلمانية 1927–28 | St Albans City                        |
| الرابطة البرلمانية 1928–29 | Nunhead                               |
| الرابطة البرلمانية 1929–30 | Nunhead                               |
| الرابطة البرلمانية 1930–31 | نادي ويمبلدون                         |
| الرابطة البرلمانية 1931–32 | نادي ويمبلدون                         |
| الرابطة البرلمانية 1932–33 | دولويتش هاملت                         |
| الرابطة البرلمانية 1933–34 | Kingstonian                           |
| الرابطة البرلمانية 1934–35 | نادي ويمبلدون                         |
| الرابطة البرلمانية 1935–36 | نادي ويمبلدون                         |
| الرابطة البرلمانية 1936–37 | Kingstonian                           |
| الرابطة البرلمانية 1937–38 | Leytonstone                           |
| الرابطة البرلمانية 1938–39 | Leytonstone                           |
| 1939–45                    | Not held الحرب العالمية الثانية       |
| الرابطة البرلمانية 1945–46 | Walthamstow Avenue ‏                   |
| الرابطة البرلمانية 1946–47 | Leytonstone                           |
| الرابطة البرلمانية 1947–48 | Leytonstone                           |
| الرابطة البرلمانية 1948–49 | دولويتش هاملت                         |
| الرابطة البرلمانية 1949–50 | Leytonstone                           |
| الرابطة البرلمانية 1950–51 | Leytonstone                           |
| الرابطة البرلمانية 1951–52 | Leytonstone                           |
| الرابطة البرلمانية 1952–53 | Walthamstow Avenue ‏                   |
| الرابطة البرلمانية 1953–54 | نادي بروملي                           |
| الرابطة البرلمانية 1954–55 | Walthamstow Avenue ‏                   |
| الرابطة البرلمانية 1955–56 | ويكمب وندررز                          |
| الرابطة البرلمانية 1956–57 | ويكمب وندررز                          |
| الرابطة البرلمانية 1957–58 | Tooting & Mitcham United ‏             |
| الرابطة البرلمانية 1958–59 | نادي ويمبلدون                         |
| الرابطة البرلمانية 1959–60 | Tooting & Mitcham United ‏             |
| الرابطة البرلمانية 1960–61 | نادي بروملي                           |
| الرابطة البرلمانية 1961–62 | نادي ويمبلدون                         |
| الرابطة البرلمانية 1962–63 | نادي ويمبلدون                         |
| الرابطة البرلمانية 1963–64 | نادي ويمبلدون                         |
| الرابطة البرلمانية 1964–65 | Hendon                                |
| الرابطة البرلمانية 1965–66 | Leytonstone                           |
| الرابطة البرلمانية 1966–67 | ساتون يونايتد                         |
| الرابطة البرلمانية 1967–68 | نادي إِنفيلد ‏                          |
| الرابطة البرلمانية 1968–69 | نادي إِنفيلد ‏                          |
| الرابطة البرلمانية 1969–70 | نادي إِنفيلد ‏                          |
| الرابطة البرلمانية 1970–71 | ويكمب وندررز                          |
| الرابطة البرلمانية 1971–72 | ويكمب وندررز                          |
| الرابطة البرلمانية 1972–73 | Hendon                                |

For the 1973–74 season, Division Two was added.
| Season                     | Division One | Division Two          |
| -------------------------- | ------------ | --------------------- |
| الرابطة البرلمانية 1973–74 | ويكمب وندررز | Dagenham [الإنجليزية] |
| الرابطة البرلمانية 1974–75 | ويكمب وندررز | Staines Town          |
| الرابطة البرلمانية 1975–76 | نادي إِنفيلد ‏ | Tilbury               |
| الرابطة البرلمانية 1976–77 | نادي إِنفيلد ‏ | نادي بوريهام وود      |

For the 1977–78 season, Division One was renamed the Premier Division, Division Two was renamed Division One and new Division Two was added.
| Season                     | Premier Division     | Division One         | Division Two     |
| -------------------------- | -------------------- | -------------------- | ---------------- |
| الرابطة البرلمانية 1977–78 | نادي إِنفيلد ‏         | دولويتش هاملت        | إبسوم وإويل ‏     |
| الرابطة البرلمانية 1978–79 | Barking              | Harrow Borough ‏      | نادي فارنبوروه   |
| الرابطة البرلمانية 1979–80 | نادي إِنفيلد ‏         | Leytonstone/Ilford   | بيليريكاي تاون   |
| الرابطة البرلمانية 1980–81 | نادي سلاو تاون       | بيشوب ستورتفورد      | Feltham          |
| الرابطة البرلمانية 1981–82 | Leytonstone & Ilford | ووركينغهام وإمربروك ‏ | نادي وورثينغ     |
| الرابطة البرلمانية 1982–83 | ويكمب وندررز         | نادي وورثينغ         | Clapton          |
| الرابطة البرلمانية 1983–84 | Harrow Borough ‏      | Windsor & Eton ‏      | باسيلدون يونايتد |

For the 1984–85 season, Division Two was reorganised into North and South regions.
| Season                     | Premier Division   | Division One       | Division Two North | Division Two South          |
| -------------------------- | ------------------ | ------------------ | ------------------ | --------------------------- |
| الرابطة البرلمانية 1984–85 | ساتون يونايتد      | نادي فارنبوروه     | نادي ليتون ‏        | Grays Athletic [الإنجليزية] |
| الرابطة البرلمانية 1985–86 | ساتون يونايتد      | St Albans City     | ستيفيناغ بوروه     | Southwick                   |
| الرابطة البرلمانية 1986–87 | ويكمب وندررز       | Leytonstone/Ilford | Chesham United ‏    | نادي وكينغ                  |
| الرابطة البرلمانية 1987–88 | يوفل تاون          | Marlow             | Wivenhoe Town ‏     | Chalfont St Peter ‏          |
| الرابطة البرلمانية 1988–89 | Leytonstone/Ilford | Staines Town ‏      | Harlow Town ‏       | Dorking                     |
| الرابطة البرلمانية 1989–90 | نادي سلاو تاون     | Wivenhoe Town ‏     | هيبريدج سويفتس     | Yeading [الإنجليزية]        |
| الرابطة البرلمانية 1990–91 | Redbridge Forest   | Chesham United ‏    | ستيفيناغ بوروه     | Abingdon Town [الإنجليزية]  |

For the 1991–92 season, regional divisions Two were merged and Division Three was added.
| Season                       | Premier Division     | Division One      | Division Two                       | Division Three      |
| ---------------------------- | -------------------- | ----------------- | ---------------------------------- | ------------------- |
| الرابطة البرلمانية 1991–92   | نادي وكينغ           | ستيفيناغ بوروه    | Purfleet                           | Edgware Town ‏       |
| الرابطة البرلمانية 1992–93   | Chesham United ‏      | Hitchin Town ‏     | نادي وورثينغ                       | نادي ألدرشوت تاون   |
| الرابطة البرلمانية 1993–94   | ستيفيناغ بوروه       | بيشوب ستورتفورد   | Newbury Town ‏                      | براكنل تاون         |
| الرابطة البرلمانية 1994–95   | نادي إِنفيلد ‏         | نادي بوريهام وود  | Thame United ‏                      | Collier Row ‏        |
| الرابطة البرلمانية 1995–96   | نادي هايز            | أكسفورد سيتي      | Canvey Island                      | نادي هورشام         |
| الرابطة البرلمانية 1996–97   | يوفل تاون            | Chesham United ‏   | Collier Row & Romford [الإنجليزية] | ويلدستون            |
| الرابطة البرلمانية 1997–98   | Kingstonian          | نادي ألدرشوت تاون | Canvey Island                      | هيميل هيمبستيد تاون |
| الرابطة البرلمانية 1998–99   | ساتون يونايتد        | Canvey Island     | Bedford Town ‏                      | Ford United ‏        |
| الرابطة البرلمانية 1999–2000 | Dagenham & Redbridge | نادي كرويدون ‏     | هيميل هيمبستيد تاون                | إيست ثوروك يونايتد  |
| الرابطة البرلمانية 2000–01   | نادي فارنبوروه       | نادي بوريهام وود  | Tooting & Mitcham United ‏          | Arlesey Town ‏       |
| الرابطة البرلمانية 2001–02   | إبسفليت يونايتد      | Ford United ‏      | نادي ليويس                         | Croydon Athletic ‏   |

At the end of the 1994–95 season, Enfield were denied promotion to the Conference. Their place was taken by Slough Town who finished as runners-up.
For the 2002–03 season, Division One was reorganised into North and South regions and Division Three was disbanded.
| Season                     | Premier Division  | Division One North   | Division One South | Division Two   |
| -------------------------- | ----------------- | -------------------- | ------------------ | -------------- |
| الرابطة البرلمانية 2002–03 | نادي ألدرشوت تاون | نادي نورثوود         | كارشالتون أثلتيك   | نادي تشيشونت   |
| الرابطة البرلمانية 2003–04 | Canvey Island     | Yeading [الإنجليزية] | نادي ليويس         | Leighton Town ‏ |

For the 2004–05 season Division Ones North and South were merged.
| Season                     | Premier Division     | Division One       | Division Two |
| -------------------------- | -------------------- | ------------------ | ------------ |
| الرابطة البرلمانية 2004–05 | Yeading [الإنجليزية] | إيه أف سي ويمبلدون | Ilford       |
| الرابطة البرلمانية 2005–06 | برينتري تاون         | Ramsgate           | Ware         |

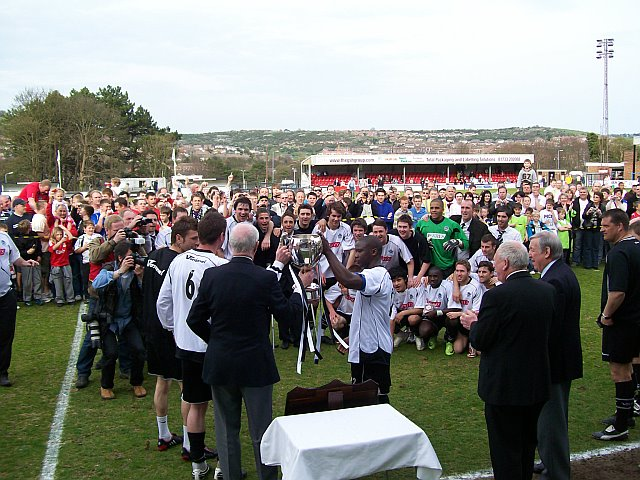
نادي دوفر أثليتيك receive the Isthmian League Premier Division trophy in 2009

For the 2006–07 season, Division One was reorganised into North and South regions and Division Two was disbanded.
| Season                     | Premier Division          | North Division              | South Division            |
| -------------------------- | ------------------------- | --------------------------- | ------------------------- |
| الرابطة البرلمانية 2006–07 | هامبتون أند ريتشموند بورو | هورنتشورتش                  | ميدستون يونايتد           |
| الرابطة البرلمانية 2007–08 | نادي تشيلمسفورد           | نادي دارتفورد               | نادي دوفر أثليتيك         |
| الرابطة البرلمانية 2008–09 | نادي دوفر أثليتيك         | نادي أفيلي                  | Kingstonian               |
| الرابطة البرلمانية 2009–10 | نادي دارتفورد             | Lowestoft Town [الإنجليزية] | Croydon Athletic ‏         |
| الرابطة البرلمانية 2010–11 | ساتون يونايتد             | إيست ثوروك يونايتد          | Metropolitan Police ‏      |
| الرابطة البرلمانية 2011–12 | بيليريكاي تاون            | نادي ليستون                 | نادي وايتهوك              |
| الرابطة البرلمانية 2012–13 | نادي وايتهوك              | Grays Athletic [الإنجليزية] | دولويتش هاملت             |
| الرابطة البرلمانية 2013–14 | ويلدستون                  | VCD Athletic ‏               | Peacehaven & Telscombe ‏   |
| الرابطة البرلمانية 2014–15 | ميدستون يونايتد           | Needham Market ‏             | Burgess Hill Town ‏        |
| الرابطة البرلمانية 2015–16 | هامبتون أند ريتشموند بورو | نادي سودبوري                | Folkestone Invicta        |
| الرابطة البرلمانية 2016–17 | هافانت أند ووترلوفيل      | برايتلينجسي ريجنت           | Tooting & Mitcham United ‏ |
| الرابطة البرلمانية 2017–18 | بيليريكاي تاون            | هورنتشورتش                  | كارشالتون أثلتيك          |

For the 2018–19 season, the South Division was reorganised into South Central and South East divisions.
| Season   | Premier Division | North Division    | South Central Division              | South East Division |
| -------- | ---------------- | ----------------- | ----------------------------------- | ------------------- |
| 2018–19  | دوركينج واندررز  | باورز آند بيتسي   | Hayes & Yeading United [الإنجليزية] | Cray Wanderers      |
| 2019–201 | نادي وورثينغ     | Maldon & Tiptree ‏ | Ware                                | Hastings United     |
| 2020–212 | نادي وورثينغ     | Tilbury           | Waltham Abbey ‏                      | Hastings United     |

1 The 2019–20 season was terminated on 26 March 2020 due to the جائحة فيروس كورونا في إنجلترا؛ the teams listed here were in first place in the standings at the time of the termination, but were not recognised as champions.
2 The 2020–21 season was also terminated on 24 February 2021 due to the coronavirus pandemic; the teams listed here were in first place in the standings at the time of the termination, but were not recognised as champions.

### Promoted
Since the league's formation in 1905, the following clubs have won promotion to higher levels of the نظام دوريات كرة القدم الإنجليزية -
| Seasons       | Promoted to                   |
| ------------- | ----------------------------- |
| 1979–1986     | الدوري الوطني                 |
| 1986–2003     | الدوري الوطني                 |
| 2003–2005     | دوري الدرجة الخامسة الإنجليزي |
| 2004–2015 ‏    | دوري الشمال الوطني            |
| 2004–2015 ‏    | دوري الجنوب الوطني            |
| 2015 ‏–Present | دوري الشمال الوطني            |
| 2015 ‏–Present | دوري الجنوب الوطني            |

| Season                       | Club | Position                                                             | Promoted to                                                                   |
| ---------------------------- | --- | -------------------------------------------------------------------- | ----------------------------------------------------------------------------- |
| الرابطة البرلمانية 1980–81   | نادي إِنفيلد ‏ Dagenham [الإنجليزية] | 2nd 8th                                                              | الدوري الوطني 1981–82                                                         |
| الرابطة البرلمانية 1984–85   | ويكمب وندررز | 3rd                                                                  | الدوري الوطني 1985–86                                                         |
| الرابطة البرلمانية 1985–86   | ساتون يونايتد | 1st                                                                  | الدوري الوطني 1986–87                                                         |
| الرابطة البرلمانية 1986–87   | ويكمب وندررز | 1st                                                                  | الدوري الوطني 1987–88                                                         |
| الرابطة البرلمانية 1987–88   | يوفل تاون | 1st                                                                  | الدوري الوطني 1988–89                                                         |
| الرابطة البرلمانية 1988–89   | نادي فارنبوروه | 2nd                                                                  | الدوري الوطني 1989–90                                                         |
| الرابطة البرلمانية 1989–90   | نادي سلاو تاون | 1st                                                                  | الدوري الوطني 1990–91                                                         |
| الرابطة البرلمانية 1990–91   | Redbridge Forest | 1st                                                                  | الدوري الوطني 1991–92                                                         |
| الرابطة البرلمانية 1991–92   | نادي وكينغ | 1st                                                                  | الدوري الوطني 1992–93                                                         |
| الرابطة البرلمانية 1993–94   | ستيفيناغ بوروه | 1st                                                                  | الدوري الوطني 1994–95                                                         |
| الرابطة البرلمانية 1994–95   | نادي سلاو تاون | 2nd                                                                  | الدوري الوطني 1995–96                                                         |
| الرابطة البرلمانية 1995–96   | نادي هايز | 1st                                                                  | الدوري الوطني 1996–97                                                         |
| الرابطة البرلمانية 1996–97   | يوفل تاون | 1st                                                                  | الدوري الوطني 1997–98                                                         |
| الرابطة البرلمانية 1997–98   | Kingstonian | 1st                                                                  | الدوري الوطني 1998–99                                                         |
| الرابطة البرلمانية 1998–99   | ساتون يونايتد | 1st                                                                  | الدوري الوطني 1999–2000                                                       |
| الرابطة البرلمانية 1999–2000 | Dagenham & Redbridge | 1st                                                                  | الدوري الوطني 2000–01                                                         |
| الرابطة البرلمانية 2000–01   | نادي فارنبوروه | 1st                                                                  | الدوري الوطني 2001–02                                                         |
| الرابطة البرلمانية 2001–02   | إبسفليت يونايتد | 1st                                                                  | الدوري الوطني 2002–03                                                         |
| الرابطة البرلمانية 2002–03   | نادي ألدرشوت تاون | 1st                                                                  | الدوري الوطني 2003–04                                                         |
| الرابطة البرلمانية 2003–04   | Canvey Island نادي كيترينغ تاون ساتون يونايتد Thurrock هورنتشورتش Grays Athletic [الإنجليزية] كارشالتون أثلتيك نادي هايز بوغنور ريجيس تاون بيشوب ستورتفورد Maidenhead United ‏ Ford United ‏ Basingstoke Town ‏ St Albans City نادي ليويس (الرابطة البرلمانية 2003–04) | 1st 9th 2nd 3rd 5th 6th 7th 8th 10th 11th 12th 13th 14th* 19th* 1st* | الدوري الوطني 2004–05                                                         |
| الرابطة البرلمانية 2004–05   | Yeading [الإنجليزية] Eastleigh | 1st 3rd*                                                             | الدوري الوطني 2005–06                                                         |
| الرابطة البرلمانية 2005–06   | برينتري تاون نادي فيشر أثليتيك | 1st 3rd*                                                             | الدوري الوطني 2006–07                                                         |
| الرابطة البرلمانية 2006–07   | هامبتون أند ريتشموند بورو نادي بروملي | 1st 2nd*                                                             | Football Conference South ‏ Football Conference South ‏                         |
| الرابطة البرلمانية 2007–08   | نادي تشيلمسفورد إيه أف سي ويمبلدون | 1st 3rd*                                                             | Football Conference South ‏ Football Conference South ‏                         |
| الرابطة البرلمانية 2008–09   | نادي دوفر أثليتيك Staines Town ‏ | 1st 2nd*                                                             | Football Conference South ‏ Football Conference South ‏                         |
| الرابطة البرلمانية 2009–10   | نادي دارتفورد نادي بوريهام وود | 1st 4th*                                                             | Football Conference South ‏ Football Conference South ‏                         |
| الرابطة البرلمانية 2010–11   | ساتون يونايتد تونبريدج أنغلز | 1st 2nd*                                                             | Football Conference South ‏ Football Conference South ‏                         |
| الرابطة البرلمانية 2011–12   | بيليريكاي تاون هورنتشورتش | 1st 2nd*                                                             | Football Conference South ‏ Football Conference South ‏                         |
| الرابطة البرلمانية 2012–13   | نادي وايتهوك كونكورد رينجرز | 1st 4th*                                                             | Football Conference South ‏ Football Conference South ‏                         |
| الرابطة البرلمانية 2013–14   | ويلدستون Lowestoft Town [الإنجليزية] | 1st 4th*                                                             | الدوري الوطني 2014–15 ‏ الدوري الوطني 2014–15 ‏                                 |
| الرابطة البرلمانية 2014–15   | ميدستون يونايتد نادي مارغيت | 1st 3rd*                                                             | دوري الدرجة الخامسة الإنجليزي 2015–16 ‏ دوري الدرجة الخامسة الإنجليزي 2015–16 ‏ |
| الرابطة البرلمانية 2015–16   | هامبتون أند ريتشموند بورو إيست ثوروك يونايتد | 1st 3rd*                                                             | National League South ‏ National League South ‏                                 |
| الرابطة البرلمانية 2016–17   | هافانت أند ووترلوفيل بوغنور ريجيس تاون | 1st 2nd*                                                             | الدوري الوطني 2017–18                                                         |
| الرابطة البرلمانية 2017–18   | بيليريكاي تاون دولويتش هاملت | 1st 2nd*                                                             | National League South ‏ National League South ‏                                 |
| 2018–19                      | دوركينج واندررز تونبريدج أنغلز | 1st 4th*                                                             | National League South ‏ National League South ‏                                 |
| 2019–20                      | No promotion to National League North or South | No promotion to National League North or South                       | No promotion to National League North or South                                |
| 2020–21                      | Step 3 promotion cancelled | Step 3 promotion cancelled                                           | Step 3 promotion cancelled                                                    |

Asterisk indicates club was promoted via play-offs

### Sponsorship
The Isthmian League was the first league to have sponsorship, having been selected by روذمانز, who sponsored the league from 1973 to 1977. The company offered prize money for position in the league but money was deducted for بطاقة جزاء. Thus the money encouraged both more goals and fair play. The sponsors after Rothmans to the present day have been: Michael Lawrie (1977–78), Berger (1978–82), Servowarm (1982–85), فوكسهول موتورز-أوبل (1985–90), فوكسهول موتورز (1990–91), ديادورا (1991–95), ICIS (1995–97), Ryman (1997–2017), Bostik (2017–19) and BetVictor (2019–20). Entain's Pitching In was announced as the next sponsor for 2020–21. At the time of announcement, Entain went by its former name GVC Holdings. Under this partnership, Isthmian is marketed as one of the three Trident Leagues, alongside the Northern Premier and Southern leagues.
Ryman also sponsored the Isthmian Youth League and Isthmian Development League upon their creations in 2007 and 2013 respectively. Ryman chairman Theo Paphitis added to his league sponsorship through his flagship companies. Robert Dyas became sponsors of the Isthmian League Cup, Isthmian Veterans Cup, Isthmian Disability Cup and Isthmian Youth Play-off Cup in 2014, and Boux Avenue sponsored the Isthmian Women's Cup from 2014 to 2017.
Becoming the longest running sports sponsorship in UK football, Ryman stepped down as sponsors at the end of the 2016–17 season after 20 years.

## كأس الدوري
يستمر كأس آلان تورفي، المعروف سابقًا باسم كأس دوري إسثميان، منذ عام 1975 ويشارك فيه جميع فرق الدوري.